# Merizomena
Merizomena is een geslacht van kevers uit de familie van de loopkevers (Carabidae). De wetenschappelijke naam van het geslacht is voor het eerst geldig gepubliceerd in 1872 door Chaudoir.

## Soorten
Het geslacht Merizomena omvat de volgende soorten:
- Merizomena arabica (Mateu, 1986)
- Merizomena basalis (Chaudoir, 1852)
- Merizomena buettikeri (Mateu, 1986)
- Merizomena castanea (Klug, 1832)
- Merizomena dimidiata (Menetries, 1848)
- Merizomena grandinella (Semenov, 1890)
- Merizomena klapperichi Jedlicka, 1956
- Merizomena silvatica Mikhailov, 1977
- Merizomena tricolor (Gebler, 1845)
- Merizomena tschitscherini (Semenov, 1900)
- Merizomena yemenita (Mateu, 1986)